# Pearl River County
Pearl River County är ett administrativt område i delstaten Mississippi, USA, med 55 834 invånare. Den administrativa huvudorten (county seat) är Poplarville. 

## Geografi
Enligt United States Census Bureau har countyt en total area på 2 121 km². 2 100 km² av den arean är land och 21 km² är vatten. 

### Angränsande countyn
- Lamar County - nord
- Forrest County - nordost
- Stone County - öst
- Hancock County - syd
- Saint Tammany Parish, Louisiana - sydväst
- Washington Parish, Louisiana - väst
- Marion County - nordväst